# Логіка другого порядку
Ло́гіка другого́ поря́дку — у логіці є розширенням логіки першого порядку в якій допускаються змінні-функції і змінні-предикати, а також квантифікація над цими змінними. Дана логіка не спрощується до логіки першого порядку. 

## Мова і синтаксис
Мови логіки другого порядку будуються на основі: множини функціональних символів {\displaystyle {\mathcal {F}}} і множини предикатних символів {\displaystyle {\mathcal {P}}}. З кожним функціональним і предикатним символом зв'язана арність (число агрументів). Крім того використовуються додаткові символи:
- Символи індивідуальних змінних, зазвичай {\displaystyle \ x,y,z,x_{1},y_{1},z_{1},x_{2},y_{2},z_{2},} і т.д.,
- Символи функційних змінних {\displaystyle \ F,G,H,F_{1},G_{1},H_{1},F_{2},G_{2},H_{2},}. Кожній функційній змінній відповідає деяке додатне число — арність функції.
- Символи предикатних змінних {\displaystyle \ P,R,S,P_{1},R_{1},S_{1},P_{2},R_{2},S_{2},}. Кожній предикатній змінній відповідає деяке додатне число — арність предикату.
- Пропозиційні зв'язки: {\displaystyle \lor ,\land ,\neg ,\to },
- Квантори: загальності {\displaystyle \forall } і існування {\displaystyle \exists },
- Службові символи: дужки і кома.

Перелічені символи разом із символами з {\displaystyle {\mathcal {P}}} і {\displaystyle {\mathcal {F}}} утворюють Алфавіт логіки першого порядку. Складніші конструкції визначаються індуктивно:
- Терм — це символ змінної, або має вид {\displaystyle \ f(t_{1},\ldots ,t_{n})}, де {\displaystyle \ f} — функціональний символ арності {\displaystyle \ n}, а {\displaystyle \ t_{1},\ldots ,t_{n}} — терми або {\displaystyle \ F(t_{1},\ldots ,t_{n})}, де {\displaystyle \ F} — функціональна змінна арності {\displaystyle \ n}, а {\displaystyle \ t_{1},\ldots ,t_{n}} — терми.
- Атом — має вид {\displaystyle \ p(t_{1},\ldots ,t_{n})}, де {\displaystyle p} — предикатний символ арності {\displaystyle \ n}, а {\displaystyle \ t_{1},\ldots ,t_{n}} — терми або {\displaystyle \ P(t_{1},\ldots ,t_{n})}, де {\displaystyle P} — предикатна змінна арності {\displaystyle \ n}, а {\displaystyle \ t_{1},\ldots ,t_{n}} — терми.
- Формула — це або атом, або одна з наступних конструкцій: {\displaystyle \neg A,(A_{1}\lor A_{2}),(A_{1}\land A_{2}),(A_{1}\to A_{2}),\forall xA,\exists xA,\forall FA,\exists FA,\forall PA,\exists PA}, де {\displaystyle \ A,A_{1},A_{2}} — формули, а {\displaystyle \ x,F,P} — індивідуальна, функційна і предикатна змінні.

## Семантика
У класичній логіці інтерпретація формул логіки другого порядку задається на моделі другого порядку, яка визначається такими даними:
- Базова множина {\displaystyle {\mathcal {D}}},
- Семантична функція {\displaystyle \sigma }, що відображає
  - кожен {\displaystyle n}-арний функціональний символ {\displaystyle f} із {\displaystyle {\mathcal {F}}} в {\displaystyle n}-арну функцію {\displaystyle \sigma (f):{\mathcal {D}}\times \ldots \times {\mathcal {D}}\rightarrow {\mathcal {D}}},
  - кожен {\displaystyle n}-арний предикатний символ {\displaystyle p} із {\displaystyle {\mathcal {P}}} в {\displaystyle n}-арне відношення {\displaystyle \sigma (p)\subseteq {\mathcal {D}}\times \ldots \times {\mathcal {D}}}.

Припустимо {\displaystyle s} — функція, що відображає кожну індивідуальну змінну в деякий елемент із {\displaystyle {\mathcal {D}}}, кожну функційну змінну арності {\displaystyle n} в {\displaystyle n}-арну функцію {\displaystyle \sigma (f):{\mathcal {D}}\times \ldots \times {\mathcal {D}}\rightarrow {\mathcal {D}}} і кожну предикатну змінну арності {\displaystyle n} в {\displaystyle n}-арне відношення {\displaystyle \sigma (p)\subseteq {\mathcal {D}}\times \ldots \times {\mathcal {D}}}. Функцію {\displaystyle s} називатимемо також підстановкою. Інтерпретація {\displaystyle [\![t]\!]_{s}} терма {\displaystyle t} на{\displaystyle {\mathcal {D}}} відносно підстановки {\displaystyle s} задається індуктивно
- {\displaystyle [\![x]\!]_{s}=s(x)}, якщо {\displaystyle x} — змінна,
- {\displaystyle [\![f(x_{1},\ldots ,x_{n})]\!]_{s}=\sigma (f)(\![x_{1}]\!]_{s},\ldots ,\![x_{n}]\!]_{s})} для функційного символу {\displaystyle f}
- {\displaystyle [\![f(x_{1},\ldots ,x_{n})]\!]_{s}=s(f)(\![x_{1}]\!]_{s},\ldots ,\![x_{n}]\!]_{s})} для функційної змінної {\displaystyle F}

Подібним чином визначається істинність {\displaystyle \models _{s}} формул на {\displaystyle {\mathcal {D}}} відносно {\displaystyle s}
- {\displaystyle {\mathcal {D}}\models _{s}p(t_{1},\ldots ,t_{n})}, тоді і тільки тоді коли {\displaystyle \sigma (p)(\![x_{1}]\!]_{s},\ldots ,\![x_{n}]\!]_{s})},
- {\displaystyle {\mathcal {D}}\models _{s}P(t_{1},\ldots ,t_{n})}, тоді і тільки тоді коли {\displaystyle s(P)(\![x_{1}]\!]_{s},\ldots ,\![x_{n}]\!]_{s})},
- {\displaystyle {\mathcal {D}}\models _{s}\neg \phi }, тоді і тільки тоді коли {\displaystyle {\mathcal {D}}\models _{s}\phi } — хибно,
- {\displaystyle {\mathcal {D}}\models _{s}\phi \land \psi }, тоді і тільки тоді коли {\displaystyle {\mathcal {D}}\models _{s}\phi } і {\displaystyle {\mathcal {D}}\models _{s}\psi } істинні,'
- {\displaystyle {\mathcal {D}}\models _{s}\phi \lor \psi }, тоді і тільки тоді коли {\displaystyle {\mathcal {D}}\models _{s}\phi } або {\displaystyle {\mathcal {D}}\models _{s}\psi } істинно,
- {\displaystyle {\mathcal {D}}\models _{s}\phi \to \psi }, тоді і тільки тоді коли з {\displaystyle {\mathcal {D}}\models _{s}\phi } випливає {\displaystyle {\mathcal {D}}\models _{s}\psi },
- {\displaystyle {\mathcal {D}}\models _{s}\exists x\,\phi }, тоді і тільки тоді коли {\displaystyle {\mathcal {D}}\models _{s'}\phi } для деякої підстановки {\displaystyle s'}, яка відрізняється від {\displaystyle s} тільки на індивідуальній змінній {\displaystyle x},
- {\displaystyle {\mathcal {D}}\models _{s}\exists F\,\phi }, тоді і тільки тоді коли {\displaystyle {\mathcal {D}}\models _{s'}\phi } для деякої підстановки {\displaystyle s'}, яка відрізняється від {\displaystyle s} тільки на функційній змінній {\displaystyle F},
- {\displaystyle {\mathcal {D}}\models _{s}\exists P\,\phi }, тоді і тільки тоді коли {\displaystyle {\mathcal {D}}\models _{s'}\phi } для деякої підстановки {\displaystyle s'}, яка відрізняється від {\displaystyle s} тільки на предикатній змінній {\displaystyle x},
- {\displaystyle {\mathcal {D}}\models _{s}\forall x\,\phi }, тоді і тільки тоді коли {\displaystyle {\mathcal {D}}\models _{s'}\phi } для всіх підстановок {\displaystyle s'}, які відрізняються від {\displaystyle s} тільки на індивідуальній змінній {\displaystyle x},
- {\displaystyle {\mathcal {D}}\models _{s}\forall F\,\phi }, тоді і тільки тоді коли {\displaystyle {\mathcal {D}}\models _{s'}\phi } для всіх підстановок {\displaystyle s'}, які відрізняються від {\displaystyle s} тільки на функційній змінній {\displaystyle F},
- {\displaystyle {\mathcal {D}}\models _{s}\forall P\,\phi }, тоді і тільки тоді коли {\displaystyle {\mathcal {D}}\models _{s'}\phi } для всіх підстановок {\displaystyle s'}, які відрізняються від {\displaystyle s} тільки на предикатній змінній {\displaystyle P}.

Формула {\displaystyle \phi }, істинна на {\displaystyle {\mathcal {D}}}, що позначається {\displaystyle {\mathcal {D}}\models \phi }, якщо {\displaystyle {\mathcal {D}}\models _{s}\phi }, для всіх підстановок {\displaystyle s}. Формула {\displaystyle \phi } називається загальнозначимою, (позначається {\displaystyle \models \phi }), якщо {\displaystyle {\mathcal {D}}\models \phi } для всіх моделей {\displaystyle {\mathcal {D}}}. Формула {\displaystyle \phi } називається виконуваною , якщо {\displaystyle {\mathcal {D}}\models \phi } хоча б для однієї {\displaystyle {\mathcal {D}}}.

## Властивості
На відміну від логіки першого логіка другого порядку не має властивостей повноти і компактності. Також у цій логіці є невірним твердження теореми Ловенгейма—Сколема.